# Stichopogon inconstana
Stichopogon inconstana är en tvåvingeart som först beskrevs av Christian Rudolph Wilhelm Wiedemann 1828.  Stichopogon inconstana ingår i släktet Stichopogon och familjen rovflugor. Inga underarter finns listade i Catalogue of Life.